# A veinte años, Luz
A veinte años, Luz es la primera novela de la escritora argentina Elsa Osorio, publicada por primera vez en 1998.